# Санту
Санту (фр. Santu корс. Santu) — річка Корсики (Франція). Довжина 9,9 км, витік знаходиться на висоті 285 метрів над рівнем моря на схилах пагорбів рагіону Каста (Casta). Впадає в Середземне море, а саме в його частину Лігурійське море.
Протікає через комуни: Сан-Гавіно-ді-Тенда, Санто-П'єтро-ді-Тенда, Сент-Флоран і тече територією департаменту Верхня Корсика та кантонами: Аут-Неббйо (Haut-Nebbio), Конка-д'Оро (Conca-d'Oro).